# Risfågel
Risfågel (Padda oryzivora) är en tätting med sin ursprungliga utbredning i Indonesien men som även introducerats på ett antal platser i världen. Den är även en populär burfågel.

## Utseende
Risfågeln kan bli ungefär 14 centimeter lång. Huvudet, stjärten och vingarna är svarta. Ryggen och vingtäckarna är blågrå. Huvudets sidor är vita och den har ett smalt svart band som går ifrån strupen till nacken. Honor och hanar är likadant tecknade.

## Utbredning och systematik
Risfågeln förekommer från början naturligt på de indonesiska öarna Java, Bali och möjligen Madura. Den har dock introducerats till ett antal platser i världen som Brunei, Julön, Fiji, Malaysia, Mexiko, Puerto Rico, Sri Lanka och Hawaiiöarna.

### Släktestillhörighet
Risfågeln och dess nära släkting timormunian har ömsom placerats bland de flesta övriga munior i släktet Lonchura, ömsom i det egna släktet Padda. Efter att under en längre övervägande har förts till det förra lyfter allt fler ut dem igen till det senare baserat på genetiska studier och skillnad i utseende.

## Ekologi
Risfågeln föredrar snårskogar, plantager och förekommer ofta i närheten av bebyggelse. De äter både ris och gräsfrön. När det inte är häckningssäsong samlas de i stora flockar.

### Häckning
Fåglarnas häckningssäsong börjar sedan regnperioden har slutat. Bona byggs under skydd, i ihåliga träd eller i törnbuskar. Risfågeln väver ihop grässtrån så att det bildas ett löst flätat bo. Där lägger sedan honan mellan 4 och 7 ägg som hon ruvar i ungefär två veckor. Sedan äggen kläckts stannar ungarna i boet i en månad medan de matas av sina föräldrar med frön.

## Domesticering

### Vit risfågel
Vit risfågel är en framavlad färgvariant av den naturliga, grå risfågeln. Den har odlats fram under århundraden tillbaka i Japan där den är mycket populär. Den vita risfågeln har en helt vit kropp med röd näbb, röda fötter och en röd ring kring ögonen. Det finns också en isabellfärgad form.

### Som burfågel
Den grå risfågeln är lätt att hålla och den kommer bra överens med andra fågelarter. Men den är svår att få att häcka. Vill man ha ungar kan man korsa den grå risfågeln med kulturformen, den vita risfågeln. Den vita formen är mycket lättare att föröka i fångenskap.

## Status och hot
Fågelns popularitet som husdjur har gjort att det finns en kraftig efterfrågan på att fånga in vilda fåglar för försäljning, vilket resulterat att risfågelns bestånd minskat kraftig. Internationella naturvårdsunionen IUCN bedömer att om inte detta regleras kommer arten fortsätta att minska i antal. Sedan 1994 har den därför kategoriserats som sårbar (VU). 2018 uppgraderades den dock till starkt hotad (EN) efter misstankar om att den minskar än kraftigare än man tidigare trott. Dock saknas fortfarande exakta data. Världspopulationen uppskattas till endast mellan 1 000 och 2 500 individer.